# Fortim da Forca
O Fortim da Forca localizava-se na margem esquerda da foz do rio Paraguaçu, na altura da atual Maragojipe, no estado da Bahia, no Brasil.

## História
Um documento datado de 1659 dá conta da exitência de três fortes na região, o mais importante dos quais o Forte Real de Paraguaçu (SOUZA, 1983:105). Embora não haja consenso entre os estudiosos acerca da data de início da construção desse forte, no contexto da segunda das Invasões holandesas do Brasil (1630-1654), ele cruzava fogos, na margem oposta do rio, com este Fortim da Forca, com a função de impedir o acesso de invasores ao sertão do Iguape e seus engenhos de açúcar, e às Vilas (hoje cidades) de Maragojipe e Cachoeira.
Este fortim encontra-se relacionado por BARRETTO (1958), como tendo sido erguido por forças portuguesas à época da invasão neerlandesa de Salvador (1624-1625). Constituía-se num simples entrincheiramento de campanha, defendido por um parapeito de terra apiloada, artilhado com sete peças (op. cit., p. 183).
O mesmo autor, a propósito do Forte do Paraguaçu, que também denomina como Forte do Alemão, esclarece que se constituía em uma bateria retangular em alvenaria de tijolos, guarnecida por dois soldados e artilhada com sete peças (duas de calibre 8 libras, três de 6 e duas de 4) (op. cit., p. 182). O sítio do Alemão, entretanto, localizava-se na margem oposta ao Fortim do Paraguaçu, conforme registrado na viagem do Imperador D. Pedro II em 1859, em seu diário:
"04 de Novembro - (...) 2 e 40' - Na margem esquerda [do rio Paraguaçu] vê-se a antiga bica d'água, onde os navios da Bahia vinham fazer aguada. Na margem direita um pouco adiante estão sobre uma ponta de terra as ruínas do fortim chamado de Paraguaçu.
2 3/4 - Na margem esquerda o sítio do Alemão (...)" (PEDRO II, 2003:191)